# Kerry Melville Reid
Kerry Anne Melville Reid (født Kerry Anne Melville den 7. august 1947 i Mosman, New South Wales, Australien) er en tennisspiller fra Australien. Hun var en af verdens bedste kvindelige tennisspillere i slutningen af 1960'erne og i 1970'erne og vandt i løbet af sin karriere fire grand slam-titler: én i damesingle og tre i damedouble. Hun var en del af det australske hold, der vandt Federation Cup i 1968, og som tabte finalen til USA i 1969, 1976, 1977, 1978 og 1979.
Reid vandt 22 WTA-turneringer i single, og hendes højeste placering på WTA's verdensrangliste i damesingle var en syvendeplads den 4. juli 1976.